# BMW E63 e E64
La sigla BMW E63 identifica la seconda generazione della Serie 6, un'autovettura coupé di  lusso prodotta dal 2003 al 2010 dalla casa automobilistica tedesca BMW. La versione cabriolet è contrassegnata dalla sigla E64.

## Profilo e storia

### Genesi del modello

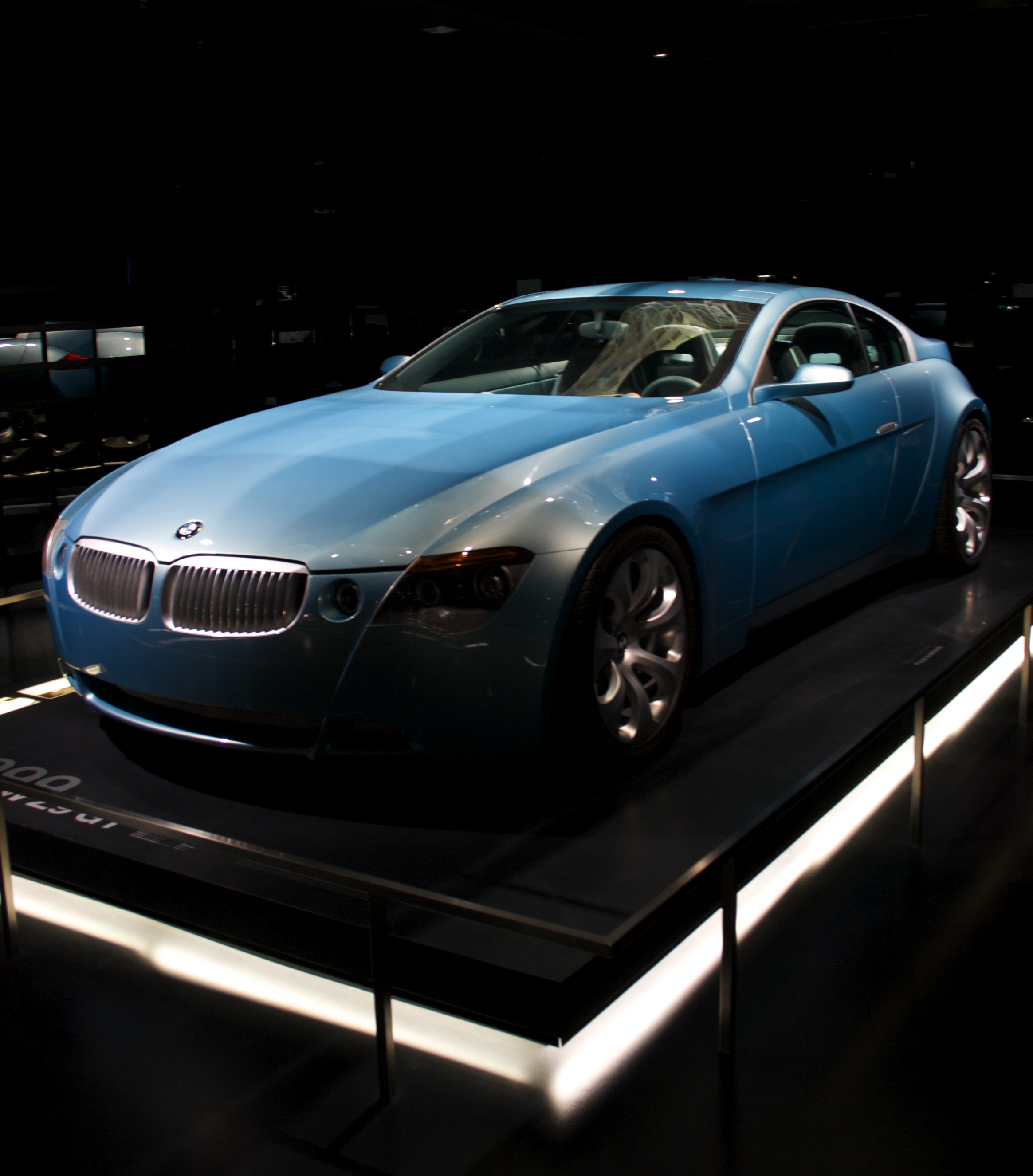
La BMW Z9, disegnata da Bangle per anticipare le linee della serie 6

Nel 1999 terminò la produzione della Serie 8 E31, ossia la grossa coupé di lusso rimasta a listino per dieci anni e che di fatto non riscosse un gran successo commerciale. Per questo motivo, prima di riproporre una nuova coupé alto di gamma, alla BMW si cercò prima di vagliare il gradimento del pubblico verso tale settore di mercato. Fu così che nello stesso anno, al Salone di Francoforte, la casa dell'elica presentò a sorpresa una concept del tutto nuova ed inaspettata, denominata BMW Z9: si trattava di una grossa coupé dalle linee insolite e sviluppate dal team del centro stile BMW, all'epoca diretto da Chris Bangle. Nonostante le linee ardite che potevano dividere tra entusiasti e detrattori, specie nel frontale, tipico dello stile di Bangle del periodo strettamente a cavallo tra il 1999 ed i primissimi anni del decennio successivo, la Z9 venne accolta positivamente e anche il design interno, assai moderno, non mancò di suscitare consensi. Alla BMW si decise così di avviare il progetto E63 che avrebbe portato alla produzione del nuovo modello.
Già al salone di Detroit tenutosi nel gennaio del 2000, venne presentata un'ulteriore concept, la Z9 Convertible, stilisticamente derivata dalla Z9 coupé, ma equipaggiata con un V8 da 4,4 litri (la coupé montava invece un V8 turbodiesel da 3,9 litri). Da questa ulteriore concept venne originato il progetto E64, finalizzato invece alla produzione di una cabriolet di fascia alta, settore in cui BMW era assente da quasi cinquant'anni.

### Debutto
Gli esemplari di pre-serie vennero realizzati nell'estate del 2003, giusto in tempo per la presentazione ufficiale. Nella cornice del Salone di Francoforte del 2003 avvenne il debutto del nuovo modello, per il quale la casa bavarese rispolverò la denominazione commerciale di Serie 6, con la quale venne ripresa la dinastia di coupé alto di gamma interrotta nel 1989 con la lunga parentesi della Serie 8. Inizialmente venne prevista la produzione della versione coupé, seguita dopo pochi mesi dalla cabriolet.

### Stile esterno ed interno
Il corpo vettura della E63 riprendeva molto della concept Z9 coupé di quattro anni prima. Il frontale riproponeva i fari con il lato inferiore "a S" e tagliati superiormente dagli indicatori di direzione a sviluppo orizzontale e sul lato interno da uno spigolo che andava a raccordarsi con la linea di chiusura laterale del cofano motore. La calandra era simile a quella della berlina E60 introdotta poco prima e con la quale la nuova coupé era meccanicamente imparentata. Anche la linea di chiusura del cofano motore, che formava uno scalino rispetto alla linea dei parafanghi anteriori, ricordava da vicino la berlina (ma anche la sua derivata station, la E61).
La vista laterale mostrava la nervatura laterale che percorreva la fiancata sotto le maniglie della porta. Qui però erano visibili anche le principali differenze con la concept originaria, prima fra tutte l'impostazione dei volumi della carrozzeria, meno estrema, con un abitacolo meno arretrato per far spazio ai passeggeri posteriori e anche alla possibilità di avere un bagagliaio un po' più ampio e non sacrificare del tutto la praticità di utilizzo. Il tetto arcuato si raccordava con la coda: con lo spoiler integrato nel portellone bagagli e che sporge anche dalla vista laterale. Il portellone del vano bagagli formava anch'esso uno scalino con i parafanghi posteriori, e andava a tagliare il disegno dei gruppi ottici posteriori.

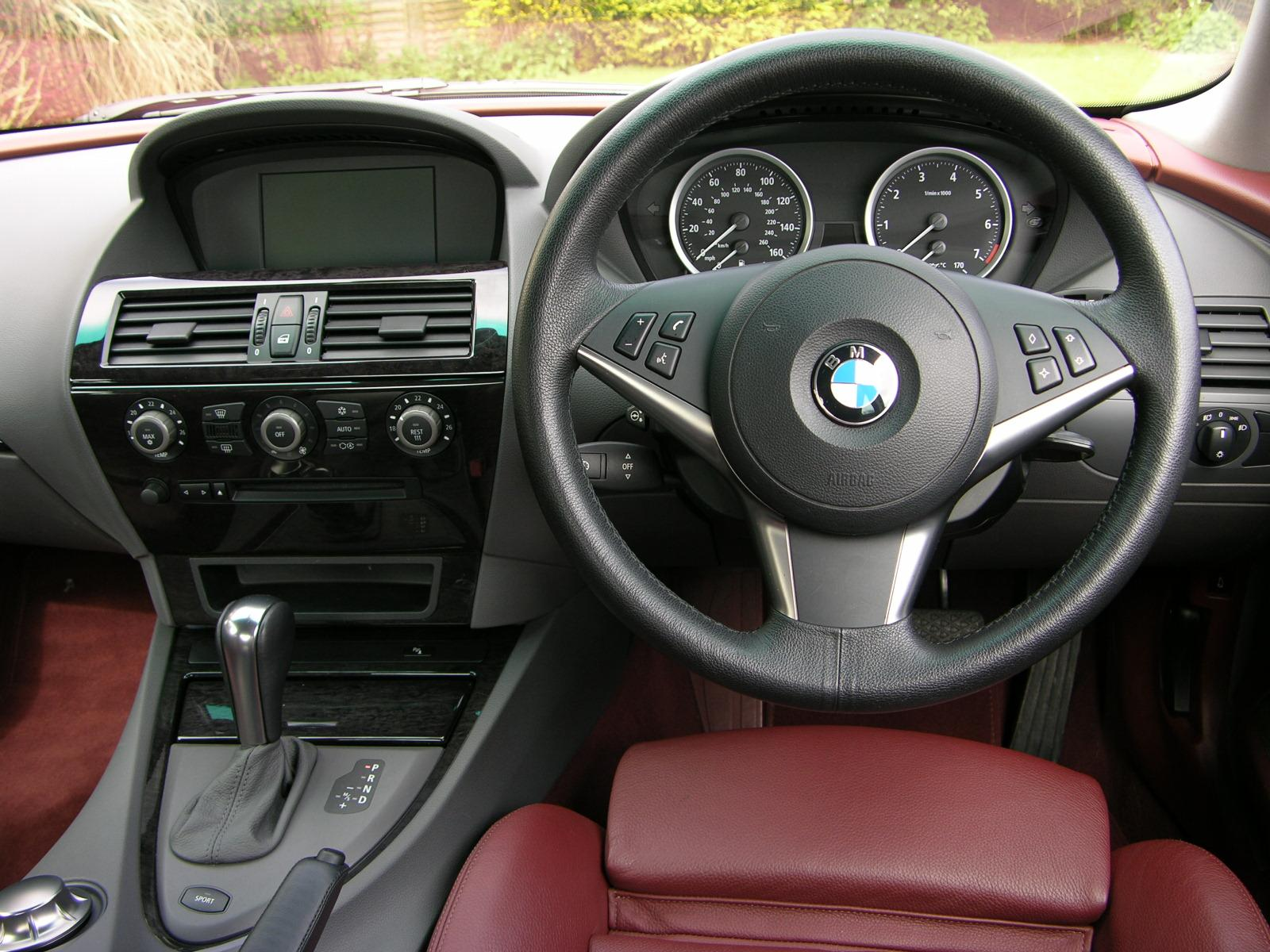
Posto guida di una BMW 645Ci Sport del 2004

Gli interni erano caratterizzati da una plancia che riprendeva contenuti della berlina E60, ma anche dell'ammiraglia E65/66. Plancia e cruscotto erano sovrastati da due palpebre antiriflesso. Sul tunnel centrale risaltava la manopola dell'iDrive, lo strumento multimediale che consente di accedere al navigatore, all'impianto hi-fi e ad altri dispositivi. Tale strumento, che aveva esordito solo due anni prima sulla Serie 7, è stato via via diffuso anche sui modelli di fascia inferiore della casa dell'elica.

### Struttura e meccanica
La scocca portante della E63 era in acciaio, ma con alcune parti del telaio e della carrozzeria realizzate in lega di alluminio (cofano motore e portiere) e materiale termoplastico (coperchio bagagliaio e parafanghi anteriori). L'utilizzo di materiali leggeri, oltre a permettere di contenere il peso, ha contribuito al bilanciamento dei pesi tra avantreno e retrotreno, al 50% su ogni asse.
L'architettura tecnica della vettura era di tipo tradizionale, con motore anteriore longitudinale, trazione posteriore, freni a disco autoventilanti, sospensioni a ruote indipendenti (avantreno tipo MacPherson e retrotreno multilink) e sterzo a cremagliera (con servocomando idraulico). L'avantreno era sostenuto da un telaietto ausiliario in lega di alluminio.
Al suo debutto, la gamma E63 è stata proposta in un'unica versione, denominata 645 Ci e spinta dal V8 N62 da 4398 cm³, in grado di erogare 333 CV di potenza massima.
Era invece possibile scegliere fra tre tipi differenti di cambio, tutti a 6 rapporti: manuale classico (di serie), automatico con convertitore di coppia (Steptronic) oppure sequenziale robotizzato con levette dietro al volante (SMG).

### Dotazioni ed optional
L'equipaggiamento di serie della 645 Ci comprendeva: doppio airbag frontale, airbag laterali e per la testa, ABS, ESP, controllo di trazione, chiusura centralizzata, antifurto, poggiatesta posteriori, impianto hi-fi, climatizzatore automatico bizona, sedili anteriori regolabili elettricamente con memoria, interni in pelle, navigatore satellitare, lavatergifari, cerchi in lega da 18", fari allo xeno adattativi in curva, fendinebbia, retrovisori esterni elettrici termici e auto-oscuranti, volante regolabile in altezza e profondità, servosterzo a demoltiplicazione variabile, sensore di pioggia e accensione automatica dei fari.
La lista optional comprendeva invece: cambio automatico Steptronic o sequenziale SMG, sistema Dynamic Drive (sospensioni attive), sintonizzatore TV, inserti in radica, sensori di parcheggio, predisposizione per il telefono, sedili anteriori riscaldabili, sedili anteriori sportivi a regolazione elettrica, sedili anteriori con supporto lombare, tetto apribile in cristallo e vernice metallizzata. Il livello di allestimento era unico.

## Evoluzione

### Serie 6 Cabrio E64

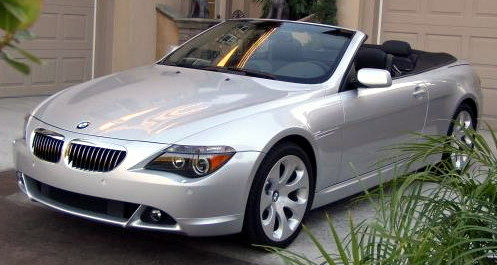
Una 645 Ci Cabrio del 2005

La produzione della 645 Ci cominciò subito dopo la presentazione a Francoforte, mentre la commercializzazione venne avviata nel gennaio 2004; contemporaneamente, al Salone di Detroit fu presentata la cabriolet E64, la cui commercializzazione venne avviata cinque mesi dopo, a giugno, anch'essa proposta nella stessa unica motorizzazione della coupé.
La 645 Ci Cabriolet disponeva di una lista optional comprendente anche accessori specifici come il frangivento. La vettura montava ancora la tradizionale capote in tela, che in questo caso era a triplo strato con lunotto in vetro. Nel corso dello stesso anno, la gamma E63-64 si arricchì del modello di base, ossia la 630 Ci, equipaggiata con il 6 cilindri da 2996 cm³ già montato su numerosi altri modelli dell'azienda ed in grado di erogare una potenza massima di 258 CV.

### Nuove versioni e versione M6
Nel 2005 si ebbero due novità: da una parte, la 645 Ci venne sostituita dalla 650i (la denominazione Ci sparì proprio in quell'occasione e il fatto interessò anche il modello di base), spinta da un V8 da 4799 cm³ della potenza di 367 CV. L'altra novità fu l'arrivo della versione di punta, la più sportiva M6, che riprese il motore della nuova generazione della M5, vale a dire il V10 S85, un 5 litri aspirato da 507 CV di potenza massima (ha vinto l'edizione 2005 dell'International Engine of the Year) in grado di girare ad alti regimi di rotazione e di garantire prestazioni di rilievo alla coupé tedesca.

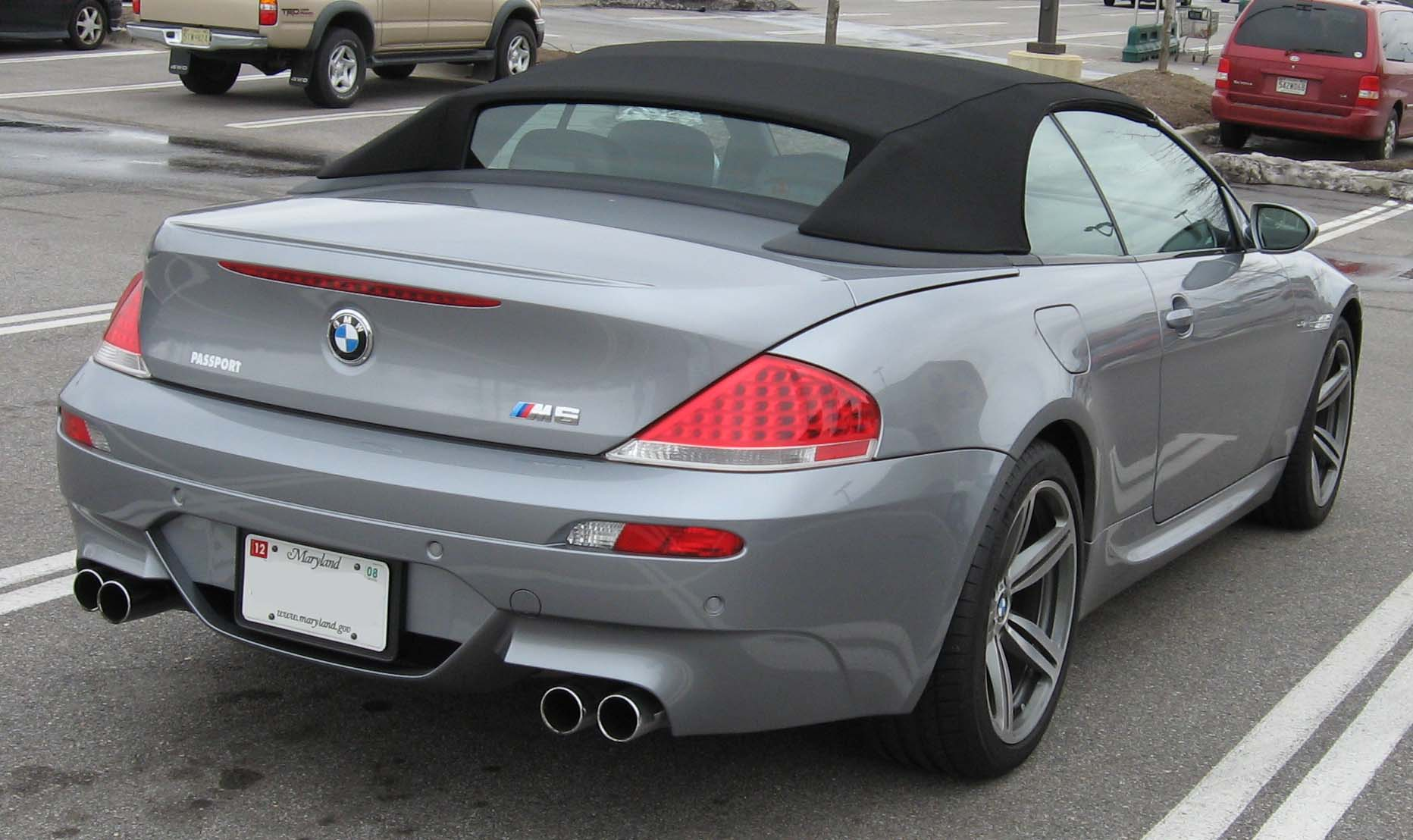
Vista posteriore di una BMW M6 E64 del 2006-2007 con la capote chiusa

L'unica significativa novità del 2006 fu l'introduzione della M6 Cabrio, mentre il 24 settembre del 2007 la gamma E63-64 venne aggiornata: l'aggiornamento, esteticamente appena percettibile, fu più sostanzioso sottopelle, poiché la 630i fu rivisitata e il suo motore venne portato da 258 a 272 CV, mentre fu introdotta una novità assoluta: la 635d, prima Serie 6 a gasolio. Il suo motore bi-turbodiesel common rail da 2993 cm³ erogava 286 CV di potenza massima.
La gamma composta a questo punto di quattro modelli, tre a benzina ed uno a gasolio, rimase immutata fino al termine della produzione, avvenuta l'8 luglio 2010. La commercializzazione degli ultimi esemplari prodotti, però, andò avanti fino alla fine dello stesso anno.
Nel frattempo, al Salone di Parigi venne presentata la concept relativa alla versione coupé del modello che avrebbe sostituito la gamma E63-64. La nuova serie 6, nata all'inizio del 2011, sarà indicata con le sigle F12 e F13, ma sostituirà inizialmente solo la cabriolet (F12), mentre la coupé E63 viene ancora commercializzata fino al mese di agosto, anche se non più prodotta.

## Versioni speciali

### Modelli Alpina B6

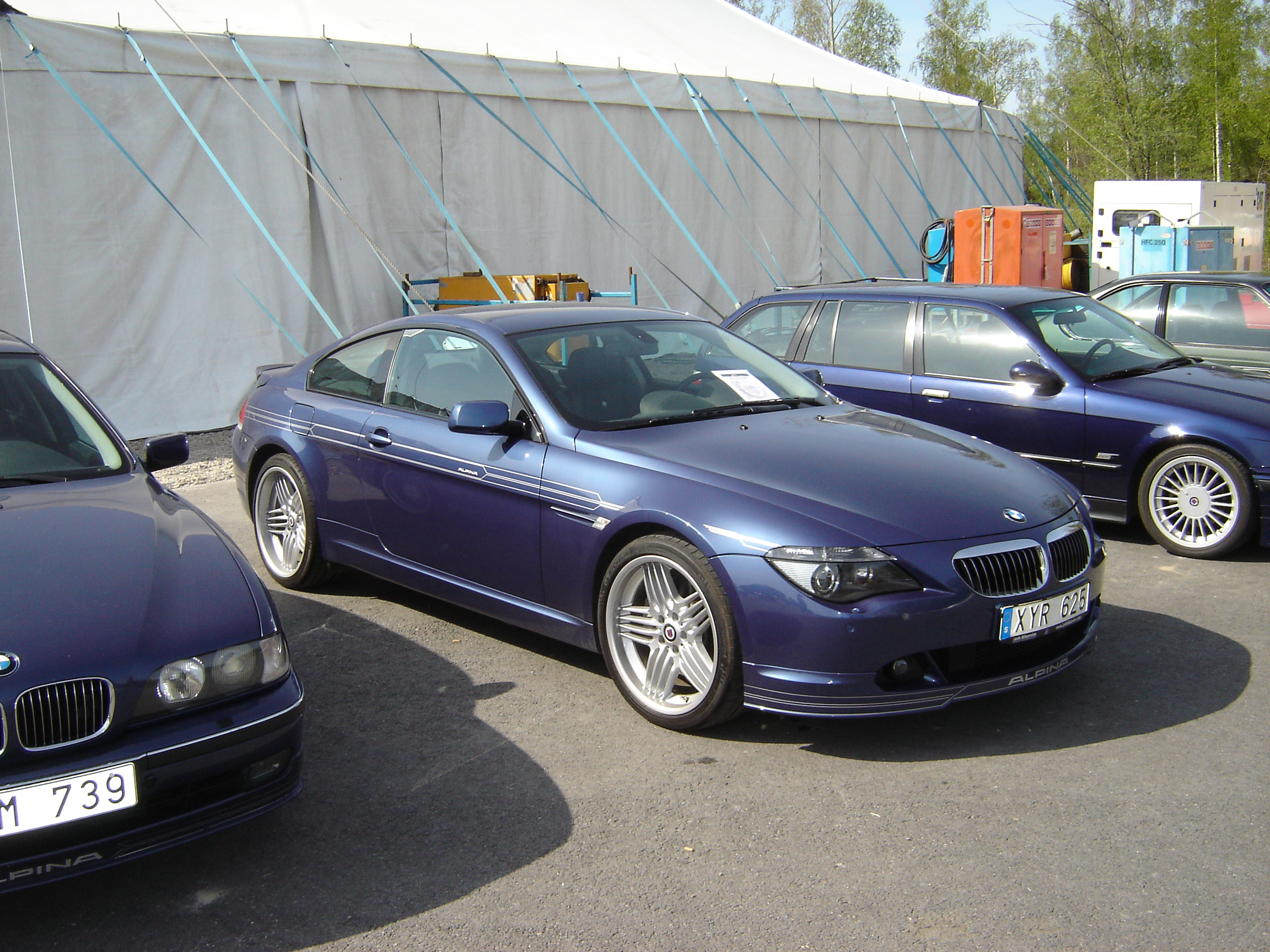
Alpina B6 Coupé del 2007

La Alpina ha costruito diversi modelli speciali basati sulla E63 e la E64.
Nel 2006 venne messa in commercio la B6 Cabriolet: era dotata di un propulsore V8 da 500 CV di potenza e 700 Nm di coppia gestito da un cambio automatico ZF a sei rapporti. Ciò permetteva alla vettura un'accelerazione da 0 a 100 km/h in 4,9 secondi, con punta massima di 300 km/h. Gli interni erano realizzati in cuoio e legno pregiato. I cerchi da 20' sono montati all'interno di pneumatici Michelin 255/35 ZR20 (anteriore) e 285/30 ZR20 (posteriore). L'impianto di scarico è dotato di quattro terminali.

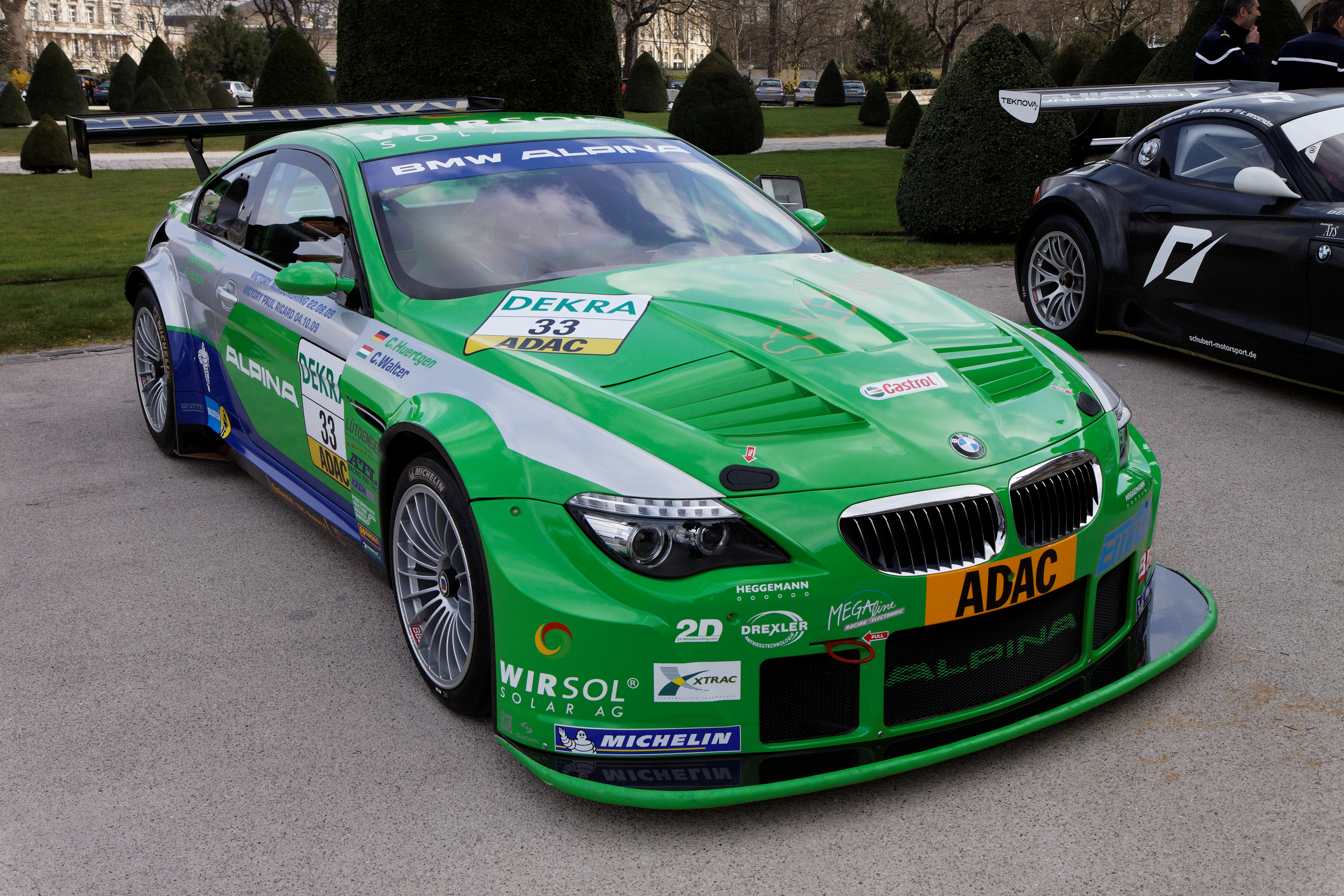
BMW Alpina B6 GT3 del 2011 alla presentazione del campionato Blancpain Endurance Series

L'anno successivo, viene costruita la B6 S coupé. Tra gli aggiornamenti aerodinamici spiccano delle nuove prese d'aria per il raffreddamento del motore sul cofano. Quest'ultimo è un V8 4,4 da 530 CV e 730 Nm di coppia dotato di compressore radiale. Grazie all'introduzione di un cambio ZF 6HP26, la vettura è in grado di accelerare da 0 a 100 km/h in 4,5 secondi, con velocità massima di 318 km/h. Ciò è possibile anche grazie al coefficiente aerodinamico di 0,32 ottenuto con l'affinamento del design generale. Per la gestione degli ammortizzatori, la casa tedesca, in collaborazione con la SACHS Race Engineering, ha sviluppato un nuovo sistema denominato EDC. La S è stata costruita anche in versione cabriolèt.
Basandosi sulla meccanica della B6, l'Alpina ha costruito nel 2009 una versione adatta a competere nelle gare della categoria FIA GT3.

## Riepilogo caratteristiche
| Modello            | Carrozzeria | Motore       | Cilindrata cm³ | Potenza CV/rpm | Coppia Nm/rpm  | Cambio/ N°rapporti | Massa a vuoto (kg) | Velocità max | Acceler. 0–100 km/h | Consumo (l/100 km) | Emissioni CO2 (g/km) | Anni di produzione |
| Versioni a benzina |             |              |                |                |                |                    |                    |              |                     |                    |                      |                    |
| 630i               | Coupé       | N52B30       | 2996           | 258/6600       | 300/ 2500-4000 | M/6                | 1.490              | 250          | 6"5                 | 9                  | 216                  | 2004-07            |
| 630i               | Coupé       | N53B30       | 2996           | 272/6700       | 320/2750       | M/6                | 1.531              | 250          | 6"2                 | 7.9                | 188                  | 2007-10            |
| 630i               | Cabrio      | N52B30       | 2996           | 258/6600       | 300/ 2500-4000 | M/6                | 1.685              | 250          | 6"9                 | 9.6                | 229                  | 2004-07            |
| 630i               | Cabrio      | N53B30       | 2996           | 272/6700       | 320/2750       | M/6                | 1.740              | 250          | 6"7                 | 8.3                | 198                  | 2007-10            |
| 645 Ci             | Coupé       | N62B44       | 4398           | 333/6100       | 450/3600       | M/6                | 1.615              | 260          | 5"6                 | 11.7               | 283                  | 2003-05            |
| 645 Ci             | Cabrio      | N62B44       | 4398           | 333/6100       | 450/3600       | M/6                | 1.815              | 260          | 6"1                 | 12.8               | 310                  | 2004-05            |
| 650i               | Coupé       | N62B48       | 4799           | 367/6300       | 490/3400       | M/6                | 1.615              | 260          | 5"4                 | 11.9               | 286                  | 2005-10            |
| 650i               | Cabrio      | N62B48       | 4799           | 367/6300       | 490/3400       | M/6                | 1.815              | 260          | 5"7                 | 12.9               | 310                  | 2005-10            |
| M6                 | Coupé       | S85          | 4998           | 507/7750       | 521/6100       | AS/6               | 1.710              | 330          | 4"6                 | 14.8               | 357                  | 2005-10            |
| M6                 | Cabrio      | S85          | 4998           | 507/7750       | 521/6100       | AS/6               | 1.850              | 330          | 4"8                 | 15.2               | 366                  | 2006-10            |
| Versioni diesel    |             |              |                |                |                |                    |                    |              |                     |                    |                      |                    |
| 635d               | Coupé       | M57TU2D30TOP | 2996           | 286/4400       | 580/ 1750-2250 | AS/6               | 1.650              | 260          | 6.3                 | 6.9                | 183                  | 2007-10            |
| 635d               | Cabrio      | M57TU2D30TOP | 2996           | 286/4400       | 580/ 1750-2250 | AS/6               | 1.860              | 260          | 6"6                 | 7.2                | 190                  | 2007-10            |